# Théorème des nombres pentagonaux
Ne doit pas être confondu avec Théorème des nombres polygonaux.
En mathématiques, le théorème des nombres pentagonaux, dû au mathématicien suisse Euler, est le théorème qui établit le développement en série formelle de la fonction d'Euler :
{\displaystyle \phi (X):=\prod _{n\in \mathbb {N} ^{*}}(1-X^{n})=\sum _{k\in \mathbb {Z} }(-1)^{k}X^{k(3k-1)/2}=1+\sum _{k\in \mathbb {N} ^{*}}(-1)^{k}\left(X^{k(3k-1)/2}+X^{k(3k+1)/2}\right)}.
Autrement dit : 
{\displaystyle (1-X)(1-X^{2})(1-X^{3})\cdots =1-X-X^{2}+X^{5}+X^{7}-X^{12}-X^{15}+X^{22}+X^{26}+\cdots .}
Le nom du théorème vient de la forme des exposants dans le membre droit de l'égalité : ces nombres sont les nombres pentagonaux généralisés.
Le théorème des nombres pentagonaux est un cas particulier de l'identité du triple produit de Jacobi.

## Interprétation combinatoire
Ce théorème a une interprétation combinatoire en termes de partitions. En particulier, le membre de gauche est une fonction génératrice (pour des raisons similaires sur les fonctions génératrices pour des fonctions de partage non restreintes plus générales) du nombre de décompositions de n en un nombre pair de parties distinctes moins le nombre de décompositions de n en un nombre impair de parties distinctes : quand on explicite les produits du membre gauche de l'égalité, l'exposant n d'un terme xn est obtenu en sommant les diverses façon de décomposer n en parties distinctes. Le signe dépend du nombre de parties.
Par exemple, le coefficient de x5 est 1 parce qu'il existe deux manières de scinder 5 en un nombre pair de parties distinctes (4 + 1 et 3 + 2), mais seulement une manière de le faire pour un nombre impair de parties distinctes (5 lui-même).
Le membre de droite, une fois l'identité prouvée, dit qu'il y a autant de partitions d'un entier {\displaystyle n} en un nombre pair de parties distinctes qu'en un nombre impair de parties distinctes, sauf si l'entier {\displaystyle n} est un nombre pentagonal généralisé.
Par exemple, le coefficient de x6 est 0, et les partitions sont 6, 5 + 1, 4 + 2, 3 + 2 + 1 : il y en a bien autant (2) qui ont un nombre pair de parties et qui ont un nombre impair de parties.

## Démonstration
Cette interprétation conduit à une nouvelle démonstration de l'identité par involution, trouvée en 1881 par Fabian Franklin,,.
Considérons le diagramme de Ferrers de n'importe quelle décomposition de n en parties distinctes (dans le diagramme ci-dessous n = 20 et la décomposition est 7 + 6 + 4 + 3).
Soit k le nombre d'éléments dans la plus petite ligne de notre graphe. Soit s le nombre d'éléments dans la ligne à 45 degrés le plus à droite (marqués en rouge dans le diagramme ci-dessus). Dans celui-ci, s = 2 et k = 3.
Si k > s, nous prenons la ligne à 45 degrés le plus à droite et nous la déplaçons pour former une nouvelle ligne, comme dans le graphe ci-dessous.
Si ce n'est pas le cas (comme dans notre nouveau graphe où k = 2, s = 5) nous renversons le processus en déplaçant la ligne du dessous pour former une nouvelle ligne à 45 degrés (en ajoutant un élément à chacune des k premières lignes). Dans notre cas, ceci nous ramène au premier graphe.
Ceci montre qu'appliquer ce processus deux fois de suite nous ramène au graphe original et que le processus change la parité du nombre de lignes. Ainsi ce processus (quand il peut être exécuté) nous permet de répartir les diagrammes de Ferrers de partitions contribuant pour 1 et −1 en nombre égal dans la somme originale. Tout s'annule, sauf dans les deux cas où notre opération ne pourrait être exécutée : lorsque k = s ou k = s – 1.
1) k = s, la diagonale le plus à droite et la ligne du dessous se rencontrent. Par exemple,
En essayant d'exécuter l'opération, cela nous conduirait à :
qui ne change pas la parité du nombre de lignes, et n'est pas réversible (au sens précédent). S'il existe k éléments dans la dernière ligne du graphe original, alors 
{\displaystyle n=k+(k+1)+(k+2)+\cdots +(2k-1)={\frac {k(3k-1)}{2}}}
2) k = s – 1, la diagonale le plus à droite et la ligne du dessous se rencontrent. Par exemple, 
Notre opération requiert que nous déplacions la diagonale de droite vers la ligne du dessous, mais ceci nous conduirait à deux lignes de 3 éléments, ce qui est interdit, comme nous sommes en train de compter les décompositions en parties distinctes. Ceci est le cas précédent mais avec un élément supplémentaire dans chaque ligne, donc
{\displaystyle n={\frac {k(3k-1)}{2}}+k={\frac {k(3k+1)}{2}}}.
En résumé, nous avons montré que les décompositions en un nombre pair de parties distinctes et en un nombre impair de parties distinctes s'annulent exactement les unes les autres, excepté pour les nombres pentagonaux, où il existe exactement un cas non compris (qui contribue au facteur (−1)k). Mais ceci est précisément ce que le membre de droite de l'identité précédente devrait faire, donc nous avons terminé.

## Application
Le théorème d'Euler permet d'obtenir une formule de récurrence pour calculer le nombre p(n) de partitions de n :
{\displaystyle p(n)=p(n-1)+p(n-2)-p(n-5)-p(n-7)+\cdots }
ou plus formellement : pour {\displaystyle n\geq 1},
{\displaystyle p(n)=\sum _{k\in \mathbb {Z} ^{*},~g_{k}\leq n}(-1)^{k-1}(p(n-g_{k})+p(n-g_{k}-k))}
où {\displaystyle g_{k}} est le nombre pentagonal généralisé {\displaystyle k(3k-1)/2}.